# Warwick (baixo)

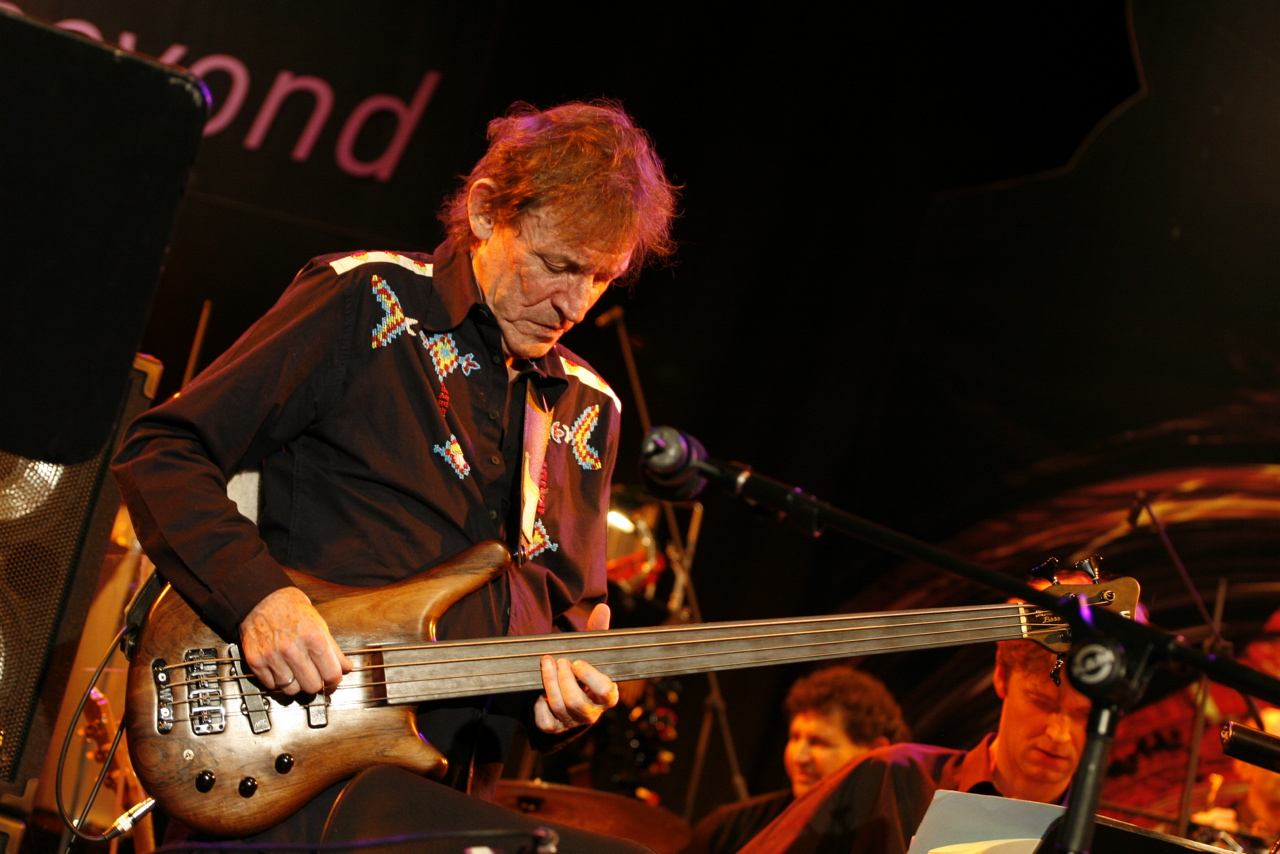
Jack Bruce performing on his fretless bass guitar, Jazzfestival Frankfurt, Germany 2006

Warwick é uma empresa fabricante de baixos, amplificadores, gabinetes, cordas e equipamentos relacionados a instrumentos musicais. Foi fundada na Alemanha em 1982 por Hans-Peter Wilfer.